# Свердловское пехотное училище
Свердло́вское вое́нное пехо́тное (стрелко́во-пулемётное) учи́лище — военное учебное заведение Красной армии (РККА), располагавшееся в Свердловске с 1936 по 1949 год. С 1947 года в его зданиях располагается Екатеринбургское суворовское военное училище.

## История
Свердловское военное пехотное училище было сформировано согласно директиве штаба Уральского военного округа № Ш-41/1021 от 14 мая 1936 года. Первоначально учреждение именовалось Свердловской военной пехотной школой (начальник — полковник Иван Иванович Алексеев). К учёбе курсанты приступили 1 октября 1936 года в здании бывшей школы № 36 (ул. Сталина, в настоящее время ул. Мира). Первый выпуск молодых командиров состоялся через три года. Многие из тех выпускников участвовали в Советско-финляндской войне. В 1939-м школу преобразовали в Свердловское военное пехотное училище (срок обучения — два года). Здесь готовили младших офицеров: командиров стрелковых, пулемётных и миномётных взводов Красной Армии. С 1940 года начальник — генерал-майор Антон Александрович Павлович, заместитель начальника училища — полковник А. Ф. Куприянов.
В начале 1941 года училище разместилось в достроенном комплексе зданий, в проектировании которых принимал участие известный уральский архитектор Пётр Андреевич Володин. Главное здание по улице Первомайской изначально предназначалось для геолого-разведывательного и бурового института. Но к середине 1930-х годов планы поменялись, и проект переработали для нужд Свердловского пехотного училища, чтобы здесь можно было вести учебные и практические занятия по подготовке будущих офицеров.
С 5 мая 1941-го СПУ стало носить название «1-е Свердловское военное пехотное училище». Связано это с тем, что в мае-июне 1941 года в Свердловск временно было эвакуировано Черкасское военное пехотное училище, которое тогда переименовали во 2-е Свердловское военное пехотное училище. Приказом от 3 сентября 1941 года 2-му Свердловскому пехотному училищу вернули его первоначальное название — Черкасское военное пехотное училище.
В апреле 1941-го СПУ выпустило 824 курсанта со званием «лейтенант» и «младший лейтенант». Молодые командиры этого выпуска сразу попали на разные фронты Великой Отечественной войны. Многие погибли или пропали без вести на западных рубежах нашей Родины, первыми приняв удар врага. С ростом интенсивности и масштабов боевых действий срок обучения в Свердловском пехотном училище резко сократился: уже через 3-6 месяцев учёбы курсанты получали офицерские погоны и отправлялись на фронт.
В октябре 1941 года на базе Свердловского пехотного училища была сформирована 48-я отдельная стрелковая бригада (командир — бывший заместитель начальника СПУ, полковник А. Ф. Куприянов), которая к началу 1942 года была включена в состав 4-й ударной армии Северо-Западного фронта. Её бойцы стояли насмерть в ходе Торопецко-Холмской операции в районе города Великие Луки в январе 1942 года. Бригада была почти полностью уничтожена и к февралю прекратила своё существование. В мае 1942 года на базе 48-й отдельной стрелковой бригады в районе Понизовье (Калининская область) сформирована 215-я стрелковая дивизия.
В наступательных операциях битвы за Москву сражалась 47-я стрелковая бригада (сформированная в Челябинске), частично состоявшая из курсантов уральских военных училищ, не успевших закончить ускоренный курс обучения и не получивших офицерские звания.
Выпускники Свердловского пехотного воевали также под Сталинградом, брали Будапешт, Прагу, Берлин. В годы Великой Отечественной войны в СПУ испытывались некоторые виды нового оружия — к примеру, станковый пулемёт Горюнова (1942—1943 гг).
В первый послевоенный учебный год (1945—1946) в Свердловском пехотном училище преподавал черчение скульптор Эрнст Неизвестный.
С 1947 года в зданиях бывшего СПУ располагается Екатеринбургское суворовское военное училище. В 1949-м Свердловское пехотное училище было расформировано. 

## Выпускники Свердловского пехотного училища — Герои Советского Союза
- Ванин Фёдор Варламович (25.09.1922 — 27.12.1996). Выпуск 1941 г.
- Григорьев Николай Иванович (14.12.1922 — 04.08.1944). Выпуск 1942 г.
- Громов (Гарварт) Иван Иванович (21.07.1917 — 14.04.2003). Выпуск 1939 г.
- Казаков Александр Афанасьевич (28.05.1917 — 11.07.1950). Выпуск 1940 г.
- Кустов Иван Ильич (31.01.1924 — 03.03.2022). Выпуск 1943 г.
- Наливайко Владимир Георгиевич (22.01.1922 — 28.02.1997). Выпуск 1942 г.
- Падуков Леонид Степанович (19.01.1920 — 05.06.2012). Выпуск 1941 г.
- ? Петров Александр Павлович (17.09.1923 — 12.10.1943). Выпуск 1943 г.
- Попов Михаил Николаевич (20.10.1924 — 20.11.2001). Выпуск 1944 г.
- Семёнов Борис Самуилович (23.11.1923 — 27.12.1943). Выпуск 1942 г.
- Скорынин Владимир Петрович (26.03.1924 — 20.10.1943). Выпуск 1943 г.
- Федотов Алексей Сергеевич (09.04.1917 — 17.04.1945). Выпуск 1942 г.
- Филин Михаил Иванович (15.04.1922 — 11.02.1970). Выпуск 1942 г.
- Шамгулов Фаттах Гафурьянович (04.08.1921 — 18.04.1945). Выпуск 1941 г.
- Щербаков Александр Фёдорович (23.10.1923 — 02.11.2002). Выпуск 1942 г.

## Память
7 ноября 2024 года на входе в главный корпус Екатеринбургского суворовского училища торжественно открыта мемориальная доска, гласящая: «В этом здании с 1936 по 1949 годы находилось Свердловское военное пехотное (стрелково-пулемётное) училище Красной Армии».